# Idrogenonio

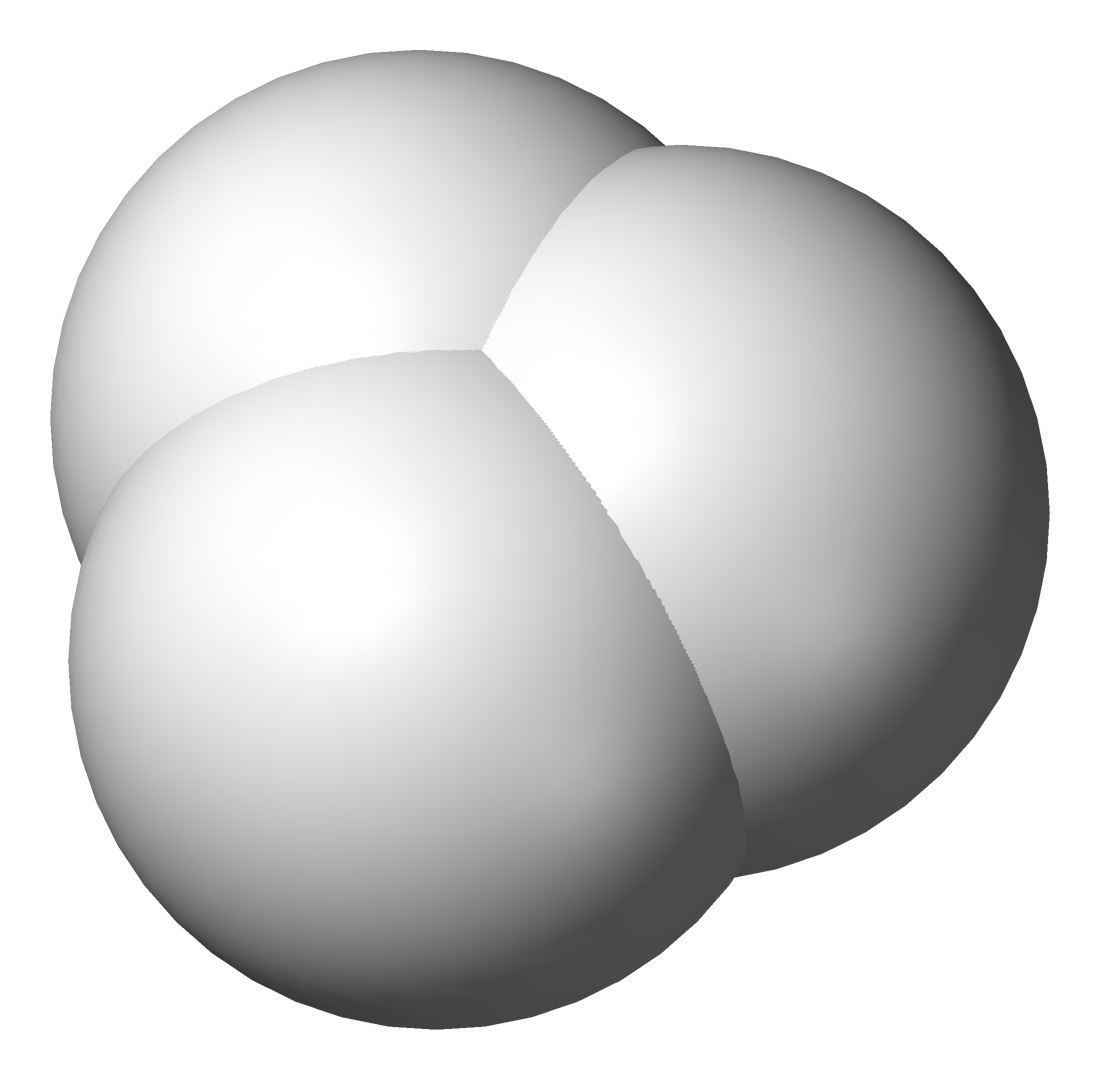
Il catione idrogenonio.

Il catione idrogenonio, H3+, è uno degli ioni più abbondanti nell'universo. Sebbene sia meno stabile dei suoi costituenti, H2 e H+, continua ad esistere grazie alla scarsissima densità di materia negli spazi interstellari, e non può dunque trasferire parte della sua energia ad un altro atomo o molecola. Se si decomponesse spontaneamente, violerebbe il principio di conservazione del momento angolare.
H3+ ha la forma di un triangolo equilatero. I suoi due elettroni sono divisi fra i tre protoni. La forma degli orbitali è simile a quella scoperta dal modello di Walsh nel ciclopropano.
Le righe di emissione di H3+ sono state identificate nell'atmosfera di Giove e in numerose nebulose.

## Formazione
La formazione di H3+ avviene tramite la seguente reazione:
H2+ + H2 → H3+ + H
La concentrazione di H2+ è il fattore che limita questa reazione. H3+ può infatti formarsi soltanto negli spazi interstellari quando un raggio cosmico o una radiazione abbastanza energetica ionizza la molecola di idrogeno H2.
H2 + raggio cosmico → H2+ + e- + raggio cosmico
Il raggio cosmico, come si vede nella reazione, ha talmente tanta energia che quella ceduta per ionizzare la molecola di idrogeno è sostanzialmente trascurabile. Nelle nubi interstellari, i raggi cosmici si lasciano dietro una traccia di H2+ e, di conseguenza, di H3+.

## Reazioni e distruzione
Esistono parecchie reazioni di distruzione dello ione H3+; in sostanza reagisce praticamente con qualsiasi altra molecola con cui entri in collisione. Il composto più abbondante in assoluto nello spazio è H2, tuttavia la reazione che coinvolge i due composti è soltanto uno scambio di protoni:
H3+ + H2 → H2 + H3+
Questa reazione è importante soprattutto per i suoi effetti sul rapporto orto/para di H3+, o per il rapporto tra l'idrogenonio con momento angolare di spin 3/2 e quello con momento 1/2.

Un'altra reazione importante è quella con la seconda molecola più abbondante, CO.
H3+ + CO → HCO+ + H2
HCO+ è un composto importante per la chimica interstellare. Il suo forte momento di dipolo e la sua abbondanza lo rendono facilmente rintracciabile dalla radioastronomia.

H3+ può anche reagire con l'ossigeno atomico secondo:
H3+ + O → OH+ + H2
Questo è l'inizio di quella che si pensa possa essere la reazione principale di formazione di acqua dall'ossigeno degli spazi interstellari, e dunque ciò che ha dato origine all'acqua presente sulla Terra.
H3+ può essere distrutto anche da un processo chiamato ricombinazione dissociativa. Tale reazione decorre in modi differenti, portando anche a prodotti diversi. Quello che avviene nel 75% dei casi è la formazione di tre atomi di idrogeno, mentre nel restante 25% delle volte si producono H2 e H.